# Весна (салат)
«Весна» — овощной салат в советской кухне, комбинирующий тонко нарезанные сырые овощи (листовой салат, огурцы, красный редис, зелёный лук) с отварными корнеплодами (картофель, морковь) в сметанной заправке с соусом «Южный».
Нарезанный полукружками редис является обязательным ингредиентом, в отличие от огурцов. В некоторых рецептах среди ингредиентов числятся также консервированный зелёный горошек или варёная стручковая фасоль и отварная спаржа. Салат приправляли солью, сахаром и перцем, украшали кружочками или четвертинками варёных яиц и посыпали мелко нашинкованным укропом. В ресторанной подаче салат сервировали смешанным и заправленным либо оформляли букетной выкладкой со сметаной в соуснике отдельно.